# Lechia Gdańsk
Lechia Gdańsk er en polsk fodboldklub.
Grundlagt i 1945, har klubben sin base i Gdańsk (hovedstaden i voivodskabet Pommern) og spiller på Stadion Energa Gdańsk. Klubben havde sin storhedstid i firserne.

## Titler
- Polsk pokalturnering (2): 1982/83, 2018/19
- Polsk Super Cup (2): 1983, 2019

## Førsteholdstruppen

### Nuværende spillertrup 2019/20
- Nuværende spillertrup 2019 (90minut.pl)

## Kendte spillere
- Bédi Buval
- Paweł Dawidowicz
- Miloš Krasić
- Janusz Kupcewicz
- Grzegorz Kuświk
- Daisuke Matsui
- Sebastian Mila
- Łukasz Nawotczyński
- Krzysztof Pilarz
- Grzegorz Szamotulski
- Josip Tadić
- Jakub Wawrzyniak
- Grzegorz Wojtkowiak
- Sławomir Peszko
- Marek Zieńczuk